# Tomasz Choe Pil-gong
Tomasz Choe Pil-gong (kor. 최필공 토마스; ur. w 1744 roku w Seulu w Korei; zm. 8 kwietnia 1801 tamże) – koreański męczennik, błogosławiony Kościoła katolickiego.

## Życiorys
Choe Pil-gong urodził się w 1744 roku w Seulu. Jego rodzina zajmowała się chińską medycyną, a nawet niektórzy z jego przodków pełnili rolę lekarzy na dworze królewskim. Jednak Choe Pil-gong nie zajmował żadnego oficjalnego stanowiska, a co więcej był tak biedny, że nie mógł pozwolić sobie na małżeństwo.
W 1790 razem ze swoim kuzynem Piotrem Choe Pil-je zapoznał się z katechizmem i obaj zostali katolikami. Władze Korei były nieprzyjaźnie nastawione do chrześcijan i co pewien czas rozpoczynały ich prześladowania. W 1791 roku Tomasz Choe Pil-gong został aresztowany z powodu wyznawanej przez niego wiary, jednak uległ naciskom i wyrzekł się wiary. W efekcie tego został nie tylko uwolniony, ale również mianowano go specjalnym farmaceutą w P’yŏngan, gdzie miał kontrolować rośliny lecznicze stosowane na królewskim dworze. Co więcej, dzięki pomocy króla, ożenił się. Po trzech latach zrezygnował jednak ze stanowiska, powrócił do Seulu i ponownie zaczął praktykować wiarę chrześcijańską. W sierpniu 1799 roku został ponownie aresztowany. Tym razem nie wyrzekł się wiary. Jednak król nie zgodził się na skazanie Tomasz Choe Pil-gong na ścięcie, tylko rozkazał go wygnać. W 1800 roku Tomasz Choe Pil-gong kolejny raz został uwięziony. Bezskutecznie próbowano go zmusić do wyrzeczenia się wiary. W związku z tym Tomasz Choe Pil-gong został skazany na śmierć i ścięty 8 kwietnia 1801 roku w miejscu straceń w Seulu za Małą Zachodnią Bramą razem z kilkoma innymi katolikami: Augustynem Jeong Yak-jong, Janem Choe Chang-hyeon, Franciszkiem Ksawerym Hong Gyo-man oraz Łukaszem Hong Nak-min.
Tomasz Choe Pil-gong został beatyfikowany przez papieża Franciszka 16 sierpnia 2014 roku w grupie 124 męczenników koreańskich.
Wspominany jest 31 maja z grupą 124 męczenników koreańskich.